# Dizionario di erudizione storico-ecclesiastica
Il Dizionario di erudizione storico-ecclesiastica da San Pietro sino ai nostri giorni è la principale opera scritta dal cavaliere Gaetano Moroni (1802-1883), bibliofilo, erudito, nonché Aiutante di camera dei pontefici Gregorio XVI e Pio IX.

## Storia
Stampato a Venezia presso la Tipografia Emiliana dell'editore Battaggia, è costituito da 103 volumi, editi tra il 1840 ed il 1861, ai quali si sono poi aggiunti 6 volumi di indici, usciti tra il 1878 ed il 1879, che costituiscono anche un aggiornamento delle voci trattate. Inizialmente erano previsti solo 30 volumi; ne vennero progettati successivamente 60 per giungere infine a 103 volumi. Concludeva lo stesso Moroni nell'ultimo volume degli Indici:
Oltre agli argomenti strettamente religiosi o legati alla storia della Chiesa cattolica registrati in ordine alfabetico nei diversi volumi, sono riportate numerose monografie non solo di pontefici e di ecclesiastici, ma anche di personaggi storici. Molto curati gli articoli riguardanti le ripartizioni degli Antichi Stati italiani, i trattati internazionali e le descrizioni geografiche di città e nazioni di tutto il mondo.
Spesso è evidente il coinvolgimento dell'autore nei temi descritti che purtroppo limita l'obiettività del dizionario; per contro sono menzionati fatti, eventi minori e riferimenti che altrimenti sarebbero di difficile reperibilità.

## Volumi
Moroni Gaetano Romano, Dizionario di erudizione storico-ecclesiastica da San Pietro ai nostri giorni, specialmente intorno ai principali santi, beati, martiri, padri, ai sommi pontefici, cardinali e più celebri scrittori ecclesiastici, ai varii gradi della gerarchia della chiesa cattolica, alle città patriarcali, arcivescovili e vescovili, agli scismi, alle eresie, ai concilii, alle feste più solenni, ai riti, alle cerimonie sacre, alle cappelle papali, cardinalizie e prelatizie, agli ordini religiosi, militari, equestri ed ospitalieri, non che alla corte e curia romana ed alla famiglia pontificia, ec. ec. ec., compilato da Gaetano Moroni Romano primo aiutante di camera di Sua Santità. 103 voll. Venezia: Dalla Tipografia Emiliana, 1840-1861:
- Volume 1 Aba- (on-line)
- Volume 2 Amelia- (on-line)
- Volume 3 Arciprete- (on-line)
- Volume 4 Babila- (on-line)
- Volume 5 Benedetto XI- (on-line)
- Volume 6 Boncompagni- (on-line)
- Volume 7 Camera Apostolica- (on-line)
- Volume 8 Canopo- (on-line)
- Volume 9 Cap- (on-line)
- Volume 10 Car- (on-line)
- Volume 11 Cavachini- (on-line)
- Volume 12 Chiesa di S. Crescenziana (on-line)
- Volume 13 Chiesa di S. Pietro in Vincoli (on-line)
- Volume 14 Civitavecchia- (on-line)
- Volume 15 Colori- (on-line)
- Volume 16 Conclavisti- (on-line)
- Volume 17 Consalvi- (on-line)
- Volume 18 Costantinopoli- (on-line)
- Volume 19 Crosso- (on-line)
- Volume 20 Diarbekir- (on-line)
- Volume 21 Ebrei- (on-line)
- Volume 22 Era- (on-line)
- Volume 23 Faggio- (on-line)
- Volume 24 Fermo- (on-line)
- Volume 25 Firenze- (on-line)
- Volume 26 Foro- (on-line)
- Volume 27 Fra- (on-line)
- Volume 28 Frumenzio- (on-line)
- Volume 29 Genoveffa- (on-line)
- Volume 30 Gerra- (on-line)
- Volume 31 Giovanni- (on-line)
- Volume 32 Governatore- (on-line)
- Volume 33 Gregorio- (on-line)
- Volume 34 Immagine- (on-line)
- Volume 35 Ing- (on-line)
- Volume 36 Innocenzo- (on-line)
- Volume 37 Jube- (on-line)
- Volume 38 Leon- (on-line)
- Volume 39 Lisia- (on-line)
- Volume 40 Lubecca- (on-line)
- Volume 41 Macerata- (on-line)
- Volume 42 Magonza- (on-line)
- Volume 43 Maria Francesca - (on-line)
- Volume 44 Maurizio- (on-line)
- Volume 45 Metz- (on-line)
- Volume 46 Moderamno- (on-line)
- Volume 47 Mosca- (on-line)
- Volume 48 Nicolo Fattori- (on-line)
- Volume 49 Ombrellino- (on-line)
- Volume 50 Ospizi- (on-line)
- Volume 51 Palazzi (continuazione)- (on-line)
- Volume 52 Patriarchi- (on-line)
- Volume 53 Pienza- (on-line)
- Volume 54 Podlachia- (on-line)
- Volume 55 Povero- (on-line)
- Volume 56 Protonotari- (on-line)
- Volume 57 Referendari- (on-line)
- Volume 58 Rioni di Roma- (on-line)
- Volume 59 Roma- (on-line)
- Volume 60 Sabato- (on-line)
- Volume 61 Salvatore- (on-line)
- Volume 62 Savoia- (on-line)
- Volume 63 Scrittori- (on-line)
- Volume 64 Seminario Pio- (on-line)
- Volume 65 Septuagesima- (on-line)
- Volume 66 Sidone- (on-line)
- Volume 67 Siria- (on-line)
- Volume 68 Spada- (on-line)
- Volume 69 Spogli- (on-line)
- Volume 70 Stefano- (on-line)
- Volume 71 Suddiacono- (on-line)
- Volume 72 Svi- (on-line)
- Volume 73 Tarugi- (on-line)
- Volume 74 Templari- (on-line)
- Volume 75 Tessalonica- (on-line)
- Volume 76 Tivoli- (on-line)
- Volume 77 Tolomei- (on-line)
- Volume 78 Torcremada- (on-line)
- Volume 79 Tosco- (on-line)
- Volume 80 Tre- (on-line)
- Volume 81 Trionfo Ubaldo- (on-line)
- Volume 82 Ubbidienza- (on-line)
- Volume 83 Ugento- (on-line)
- Volume 84 Universita Artistiche- (on-line)
- Volume 85 Universita Roma 2- (on-line)
- Volume 86 Urbano- (on-line)
- Volume 87 Urgel- (on-line)
- Volume 88 Valenza Veglia- (on-line)
- Volume 89 Veio- (on-line)
- Volume 90 Velletri - (on-line)
- Volume 91 Venezia- (on-line)
- Volume 92 Venezia- (on-line)
- Volume 93 Venezia- (on-line)
- Volume 94 Verneuil- (on-line)
- Volume 95 Verona- (on-line)
- Volume 96 Vescovo- (on-line)
- Volume 97 Via Crucis- (on-line)
- Volume 98 Viborata- (on-line)
- Volume 99 Vicario Capitolare- (on-line)
- Volume 100 Vienna- (on-line)
- Volume 101 Villa- (on-line)
- Volume 102 Viterbo- (on-line)
- Volume 103 Viviers-Z (on-line)